# Joseph Elanga
Joseph Elanga (Yaoundé, 2 maggio 1979) è un ex calciatore camerunese, di ruolo difensore.

## Palmarès

### Club

#### Competizioni nazionali
- Campionato svedese: 2

Malmö: 2004, 2010